# Fußball-Brandenburgliga 2010/11
Die Brandenburgliga 2010/11 war die 21. Spielzeit und die dritte als sechsthöchste Spielklasse im Fußball der Männer. Sie begann am 20. August 2010 mit dem Spiel TuS 1896 Sachsenhausen gegen den SV Falkensee-Finkenkrug und endete am 4. Juni 2011 mit dem 30. Spieltag.
Der FSV Union Fürstenwalde wurde in dieser Saison zum ersten Mal Landesmeister in Brandenburg und stieg damit in die Fußball-Oberliga Nordost auf. Der SG Blau-Gelb Laubsdorf errang, mit 10 Punkten Rückstand, die Vizemeisterschaft. Zur Winterpause führte SG Blau-Gelb Laubsdorf nach der Hinrunde die Tabelle der Brandenburgliga an und errang damit den inoffiziellen Titel des Herbstmeisters. 
Als Absteiger standen nach dem 30. Spieltag der FSV Glückauf Brieske-Senftenberg und der Prignitzer Kuckuck Kickers 2000 fest und mussten in die Landesliga absteigen.

## Teilnehmer
An der Spielzeit 2010/11 nahmen zunächst insgesamt 16 Vereine teil.
| ▼Absteiger aus der Oberliga Nordost 2009/10 |
| ------------------------------------------- |
| SV Falkensee-Finkenkrug                     |

| Mannschaften aus der Brandenburgliga 2009/10 | Mannschaften aus der Brandenburgliga 2009/10 | Mannschaften aus der Brandenburgliga 2009/10 |
| -------------------------------------------- | -------------------------------------------- | -------------------------------------------- |
| FSV Union Fürstenwalde                       | FC Strausberg                                | FSV Glückauf Brieske-Senftenberg             |
| SG Blau-Gelb Laubsdorf                       | Märkischer SV 1919 Neuruppin                 | Frankfurter FC Viktoria 91                   |
| FC Stahl Brandenburg                         | TuS 1896 Sachsenhausen                       | SV Grün-Weiß Lübben                          |
| FV Motor Eberswalde                          | SV Babelsberg 03 II                          | Eisenhüttenstädter FC Stahl                  |
| Prignitzer Kuckuck Kickers                   |                                              |                                              |

| ▲Aufsteiger aus der Landesliga 2009/10 | ▲Aufsteiger aus der Landesliga 2009/10 |
| -------------------------------------- | -------------------------------------- |
| SV Victoria Seelow                     | Breesener SV Guben Nord                |

## Abschlusstabelle
Der Verein Prignitzer Kuckuck Kickers stellte im Januar 2011 seinen Spielbetrieb ein und wurde aus der Wertung genommen.
| Pl. | Verein                           | Sp. | S  | U  | N  | Tore    | Diff. | Punkte |
| --- | -------------------------------- | --- | -- | -- | -- | ------- | ----- | ------ |
| 1.  | FSV Union Fürstenwalde           | 28  | 20 | 4  | 4  | 075:350 | +40   | 64     |
| 2.  | SG Blau-Gelb Laubsdorf           | 28  | 15 | 9  | 4  | 051:400 | +11   | 54     |
| 3.  | TuS 1896 Sachsenhausen           | 28  | 16 | 5  | 7  | 049:440 | +5    | 53     |
| 4.  | FC Strausberg                    | 28  | 13 | 6  | 9  | 059:350 | +24   | 45     |
| 5.  | Märkischer SV 1919 Neuruppin     | 28  | 12 | 6  | 10 | 047:330 | +14   | 42     |
| 6.  | SV Babelsberg 03 II              | 28  | 10 | 11 | 7  | 048:410 | +7    | 41     |
| 7.  | Eisenhüttenstädter FC Stahl      | 28  | 10 | 11 | 7  | 044:410 | +3    | 41     |
| 8.  | SV Grün-Weiß Lübben              | 28  | 11 | 7  | 10 | 042:490 | −7    | 40     |
| 9.  | SV Falkensee-Finkenkrug          | 28  | 9  | 9  | 10 | 046:440 | +2    | 36     |
| 10. | FV Motor Eberswalde              | 28  | 10 | 6  | 12 | 042:500 | −8    | 36     |
| 11. | Frankfurter FC Viktoria 91       | 28  | 8  | 7  | 13 | 032:360 | −4    | 31     |
| 12. | Breesener SV Guben Nord (N)      | 28  | 8  | 6  | 14 | 044:620 | −18   | 30     |
| 13. | SV Victoria Seelow (N)           | 28  | 7  | 7  | 14 | 038:590 | −21   | 28     |
| 14. | FC Stahl Brandenburg             | 28  | 4  | 10 | 14 | 036:560 | −20   | 22     |
| 15. | FSV Glückauf Brieske-Senftenberg | 28  | 3  | 4  | 21 | 035:830 | −48   | 13     |
| 16. | Prignitzer Kuckuck Kickers 2000  | 0   | 0  | 0  | 0  | 000:000 | ±0    | 0      |

| (N) | Aufsteiger aus der Landesliga 2009/10 |

## Kreuztabelle
Die Kreuztabelle stellt die Ergebnisse aller Spiele dieser Saison dar. Die Heimmannschaft ist in der linken Spalte, die Gastmannschaft in der oberen Zeile aufgelistet.
| 2010/11                          | FSV Union Fürstenwalde | SG Blau Gelb Laubsdorf | TuS 1896 Sachsenhausen | FC Strausberg | Märkischer SV 1919 Neuruppin | SV Babelsberg 03 II | Eisenhüttenstädter FC Stahl | SV Grün-Weiß Lübben | SV Falkensee-Finkenkrug | FV Motor Eberswalde | Frankfurter FC Viktoria 91 | Breesener SV Guben Nord | SV Victoria Seelow | FC Stahl Brandenburg | FSV Glückauf Brieske-Senftenberg |
| -------------------------------- | ---------------------- | ---------------------- | ---------------------- | ------------- | ---------------------------- | ------------------- | --------------------------- | ------------------- | ----------------------- | ------------------- | -------------------------- | ----------------------- | ------------------ | -------------------- | -------------------------------- |
| FSV Union Fürstenwalde           |                        | 5:2                    | 2:3                    | 0:2           | 2:1                          | 3:1                 | 3:1                         | 7:1                 | 3:1                     | 1:0                 | 4:0                        | 3:2                     | 4:3                | 2:2                  | 2:0                              |
| SG Blau-Gelb Laubsdorf           | 1:2                    |                        | 3:3                    | 5:3           | 1:0                          | 6:0                 | 3:1                         | 2:1                 | 2:0                     | 2:0                 | 2:1                        | 3:0                     | 4:1                | 2:2                  | 4:1                              |
| TuS 1896 Sachsenhausen           | 1:0                    | 2:2                    |                        | 1:0           | 0:3                          | 1:3                 | 3:1                         | 1:0                 | 1:0                     | 0:2                 | 0:2                        | 2:0                     | 2:2                | 3:2                  | 2:1                              |
| FC Strausberg                    | 2:4                    | 1:1                    | 0:1                    |               | 3:1                          | 0:0                 | 3:1                         | 6:0                 | 2:2                     | 2:4                 | 2:1                        | 2:2                     | 2:1                | 3:0                  | 7:0                              |
| Märkischer SV 1919 Neuruppin     | 1:3                    | 1:1                    | 1:2                    | 0:2           |                              | 0:0                 | 1:1                         | 0:1                 | 0:3                     | 2:2                 | 2:0                        | 4:0                     | 6:1                | 5:1                  | 3:0                              |
| SV Babelsberg 03 II              | 2:2                    | 2:2                    | 3:3                    | 1:1           | 2:0                          |                     | 2:0                         | 1:2                 | 1:1                     | 4:1                 | 0:2                        | 0:1                     | 0:0                | 1:1                  | 3:1                              |
| Eisenhüttenstädter FC Stahl      | 1:5                    | 1:1                    | 4:0                    | 2:1           | 2:2                          | 2:0                 |                             | 0:0                 | 2:2                     | 3:1                 | 2:1                        | 3:1                     | 3:1                | 2:0                  | 1:1                              |
| SV Grün-Weiß Lübben              | 2:2                    | 0:6                    | 0:2                    | 1:3           | 3:2                          | 2:0                 | 1:1                         |                     | 1:0                     | 4:1                 | 1:1                        | 2:0                     | 3:0                | 1:3                  | 4:1                              |
| SV Falkensee-Finkenkrug          | 3:1                    | 0:1                    | 2:3                    | 2:0           | 1:1                          | 2:9                 | 3:3                         | 0:0                 |                         | 3:0                 | 2:0                        | 6:2                     | 0:2                | 0:2                  | 4:0                              |
| FV Motor Eberswalde              | 0:2                    | 3:2                    | 0:2                    | 1:0           | 0:1                          | 0:1                 | 1:1                         | 3:1                 | 1:1                     |                     | 0:3                        | 2:3                     | 1:1                | 2:1                  | 3:2                              |
| Frankfurter FC Viktoria 91       | 0:1                    | 2:1                    | 4:0                    | 0:3           | 0:1                          | 1:1                 | 0:0                         | 0:4                 | 1:1                     | 1:1                 |                            | 0:0                     | 4:0                | 0:0                  | 2:0                              |
| Breesener SV Guben Nord          | 2:2                    | 1:3                    | 2:0                    | 1:1           | 2:3                          | 3:3                 | 0:2                         | 1:3                 | 1:2                     | 3:4                 | 3:2                        |                         | 2:1                | 3:1                  | 3:1                              |
| SV Victoria Seelow               | 1:4                    | 2:2                    | 4:4                    | 1:0           | 0:2                          | 2:3                 | 1:3                         | 2:0                 | 2:0                     | 0:0                 | 2:1                        | 1:2                     |                    | 2:1                  | 3:1                              |
| FC Stahl Brandenburg             | 0:3                    | 2:2                    | 1:2                    | 1:2           | 0:2                          | 1:3                 | 0:0                         | 2:2                 | 2:2                     | 1:4                 | 2:3                        | 3:1                     | 1:1                |                      | 1:0                              |
| FSV Glückauf Brieske-Senftenberg | 0:3                    | 3:5                    | 0:5                    | 1:6           | 0:2                          | 1:2                 | 4:1                         | 2:2                 | 1:3                     | 3:5                 | 1:0                        | 3:3                     | 4:1                | 3:3                  |                                  |

## Statistiken

### Torschützenliste
| Pl. | Spieler           | Mannschaft              | Tore |
| --- | ----------------- | ----------------------- | ---- |
| 1.  | Sven Kubis        | SG Blau-Gelb Laubsdorf  | 32   |
| 2.  | Dennis Dort       | FSV Union Fürstenwalde  | 22   |
| 3.  | Benjamin Griesert | FSV Union Fürstenwalde  | 17   |
| 4.  | Daniel Scheinig   | SV Falkensee-Finkenkrug | 16   |
| 5.  | Mathias Jäckel    | SG Blau-Gelb Laubsdorf  | 15   |
| 5.  | Andor Müller      | TuS 1896 Sachsenhausen  | 15   |

### Zuschauertabelle
| Pl.    | Verein | Verein                           | Spiele | Zuschauer | ø pro Spiel |
| ------ | ------ | -------------------------------- | ------ | --------- | ----------- |
| 01.    |        | FSV Union Fürstenwalde           | 14     | 5.795     | 414         |
| 02.    |        | SV Victoria Seelow               | 14     | 4.330     | 309         |
| 03.    |        | TuS 1896 Sachsenhausen           | 14     | 3.651     | 261         |
| 04.    |        | FC Stahl Brandenburg             | 14     | 2.936     | 210         |
| 05.    |        | Breesener SV Guben Nord          | 14     | 2.595     | 185         |
| 06.    |        | Märkischer SV 1919 Neuruppin     | 14     | 2.278     | 163         |
| 07.    |        | Eisenhüttenstädter FC Stahl      | 14     | 2.173     | 155         |
| 08.    |        | SV Grün-Weiß Lübben              | 14     | 2.112     | 151         |
| 09.    |        | FC Strausberg                    | 14     | 1.992     | 142         |
| 10.    |        | SG Blau-Gelb Laubsdorf           | 14     | 1.860     | 133         |
| 11.    |        | FSV Glückauf Brieske-Senftenberg | 14     | 1.845     | 132         |
| 12.    |        | SV Falkensee-Finkenkrug          | 14     | 1.823     | 130         |
| 13.    |        | Frankfurter FC Viktoria 91       | 14     | 1.522     | 109         |
| 14.    |        | SV Babelsberg 03 II              | 14     | 1.406     | 100         |
| 15.    |        | FV Motor Eberswalde              | 14     | 1.211     | 87          |
| Gesamt | Gesamt | Gesamt                           | Gesamt | 37.360    | 178         |